# Фердинанд Филип Сакскобургготски
Фердинанд Филип Мария Август Рафаел фон Саксония-Кобург и Гота (на немски: Ferdinand PHILIPP Maria August Raphael von Sachsen-Coburg und Gotha; * 28 март 1844 в Париж; † 3 юли 1921 в Кобург) е принц от католическата линия Сакс-Кобург-Кохари, клон на династията Сакс-Кобург и Гота. Той е по-голям брат на Фердинанд I (1861 – 1948), цар на България (1887 – 1918).
Филип е най-големият син на принц Август фон Сакс-Кобург-Гота (1818 – 1881) и съпругата му принцеса Клементина Орлеанска (1817 – 1907), дъщеря на френския крал Луи-Филип и Мария-Амалия Бурбон-Неаполитанска.
През 1870 г. Филип става майор в Унгария. Той е близък и довереник на тронпринц Рудолф Австрийски. Той открива, заедно с други двама, сутринта на 30 януари 1889 г. мъртви застреляните трон-принц и малолетната му любовница Мария фон Ветсера в ловния дворец Майерлинг.
Филип се жени на 4 февруари 1875 г. в Брюксел за принцеса Луиза Белгийска (* 18 февруари 1858; † 1 март 1924), дъщеря на крал Леополд II от Белгия и ерцхерцогиня Мария-Хенриета Австрийска. Бракът е катастрофален. Луиза има афери с адютант на нейния съпруг и с други. Луиза напуска съпруга си през 1896 г. и те се развеждат на 15 януари 1906 г. Филип се дуелира с дългогодишния приятел на съпругата му Луиза граф Геза фон Матачич-Кеглевич (1867 – 1923), по заповед на император Франц Йозеф.
Принц Филип живее през последните си години в дворец Бюрглас в Кобург и умира там на 77 години. Той е погребан в „гробницата Кохари“ в църквата Св. Августин в Кобург. Филип е рицар на ордена на златното руно и на кралски португалски орден.
Неговата собственост получава още през 1921 г. далечният му племенник принц Филип Йосиас фон Саксония-Кобург и Гота (1901 – 1985).

## Деца
Филип фон Саксония-Кобург и Гота има с принцеса Луиза Белгийска две деца:
- Леополд Клеменс Филип Август Мария (* 19 юли 1878 в Унгария; † 27 април 1916 във Виена), лейтенант на хусарския полк
- Доротея Мария Хенриета Августа Луиза (* 30 април 1881 във Виена; † 21 януари 1967 в Таксис, Вюртемберг), омъжена на 2 август 1898 г. в Кобург за херцог Ернст Гюнтер фон Шлезвиг-Холщайн-Зондербург-Августенбург (* 11 август 1863; † 22 февруари 1921)